# Coronación (película de 2000)
Coronación es una película chilena de 2000, del género drama, dirigida por el cineasta Silvio Caiozzi. Protagonizada por María Cánepa, Julio Jung, Adela Secall y Paulo Meza.
Basada en la novela homónima de José Donoso, en su momento se transformó en la película latinoamericana con mayor cantidad de premios recibidos de la historia del cine (36 premios). La primera versión de esta película se filmó en México en 1976, con los papeles principales a cargo de Ernesto Alonso, Carmen Montejo y Leticia Perdigón.

## Sinopsis
El filme narra la historia de Andrés (Julio Jung), que lleva una existencia aburguesada y aburrida en una gran casona junto a su abuela Elisa de Ábalos (María Cánepa), una anciana demente que pierde paulatinamente la noción de la realidad. Esta monotonía del protagonista se ve afectada cuando llega a la casona, Estela (Adela Secall), una joven pueblerina e inocente que se transforma inmediatamente en el objeto de atracción de Andrés, quien comienza una lucha interna provocada por sus nuevos sentimientos. La muchacha, por su parte, se enamora de Mario (Paulo Meza), un humilde soldador del barrio, quien es hermano de un delincuente de poca monta. Este último personaje es el que desencadenará el conflicto final de la película.

## Reparto
- Julio Jung – Andrés Ábalos
- María Cánepa –  Doña Elisa Grey de Ábalos
- Adela Secall – Estela
- Gabriela Medina – Lourdes
- Myriam Palacios – Rosario
- Jaime Vadell – Carlos Gross
- Paulo Meza – Mario
- Luis Dubó – René
- Gloria Münchmeyer – Adriana de Gross
- Delfina Guzmán – María
- Marcial Edwards – Jaime
- María Izquierdo – Dora
- Jaime Celedón – Aldo
- Rosita Nicolet – Tenchita
- Mauricio Pesutic – Don Ramón

## Estreno
La película fue estrenada en medio de una gran expectación el 24 de abril de 2000, en el Teatro Municipal de Santiago (un lugar habitualmente destinado a espectáculos musicales, óperas, y ballet). Asistieron al estreno importantes personalidades, como el entonces presidente Ricardo Lagos Escobar y el alcalde capitalino Jaime Ravinet. A pesar de no ser una cinta orientada a la taquilla, se mantuvo en cartelera por más de seis meses, superando la barrera de 100.000 espectadores, algo poco común para una cinta local en Chile.

## Críticas
La crítica y el público aplaudieron unánimemente la cinta, la cual se convirtió en la gran ganadora de todos los premios nacionales de la industria cinematográfica.
- ¡MAGISTRAL! Si la palabra perfecto no fuera tan inapropiada para el arte, ese es el calificativo que habría que darle a este lujo de película que nos brinda Silvio Caiozzi (Ana Josefa Silva, La Segunda)

- CORONACIÓN merece figurar con honores entre las obras maestras del cine chileno (Mariano Silva, Televisión Nacional de Chile)

- Cuando la cinta de Caiozzi llega a su fin, la satisfacción definitivamente se da vuelta por el pecho antes de llegar a las palmas de las manos (Francisco Aravena, El Mercurio)

- La película logró unir con éxito a dos creadores únicos, el talento de Caiozzi y el mundo particular de Donoso (Antonio Skármeta)

- La película más lograda del cine chileno. Llena de detalles impagables. La media hora final es insuperable (Volodia Teitelboim)

## Premios
Por esta cinta, Silvio Caiozzi ganó el premio al Mejor Director en el Festival de Cine de Montreal 2000, el cual le fue entregado de manos del cineasta serbio Emir Kusturica.
La cinta ganó además, entre muchos otros, los siguientes premios:
- Mejor Película, Mejor Actuación (Julio Jung) y Mejor Guion, Festival de Cine Iberoamericano de Huelva, España.

- Mejor Película, Mejor Director y Mejor Música (Luis Advis), Festival de Cine Latinoamericano de Trieste, Italia.